# Lycosa leucophthalma
Lycosa leucophthalma là một loài nhện trong họ Lycosidae.
Loài này thuộc chi Lycosa. Lycosa leucophthalma được Cândido Firmino de Mello-Leitão miêu tả năm 1940.